# Prohnilí proti prohnilým
Prohnilí proti prohnilým (originální francouzský název Ripoux contre ripoux) je francouzská filmová komedie z roku 1990, kterou režíroval Claude Zidi podle vlastního scénáře. Film pojednává o těžkostech dvou úplatných policistů z pařížské čtvrti Montmartre a navazuje na film Prohnilí z roku 1984.

## Děj
René Boisrond a François Lesbuche jsou pořád policejní inspektoři v 18. pařížském obvodu. Svůj plat si přilepšují úplatky od zdejších živnostníků i malých zlodějů, za což kryjí jejich drobné podvody. François ovšem už v této praxi nechce pokračovat. Chce se stát poctivým policistou a učí se na zkoušku na komisaře. Kvůli jeho poctivosti však jsou však shodou náhod jednoho dne zatčeni a obviněni z jejich nelegálních praktik. Při vyšetřování někteří z vydíraných vystupují jako svědci proti nim. Oba jsou po dobu vyšetřování postaveni mimo službu a musejí opustit Paříž, aby nemohli ovlivňovat svědky. Odjedou proto na venkov do Normandie a místo nich nastoupí dva náhradníci. Ti jsou však v braní úplatků ještě horší a proto se delegace z jejich rajonu vypraví za Reném a Françoisem do Normandie, aby jim pomohli zbavit se nových policistů a sami se vrátili na svá místa. René a François se skutečně vrátí a po mnoha obtížích nakonec připraví léčku, do které inspektory chytí. V závěru filmu jsou oba předvedeni na policejní prefekturu, kde jsou za odměnu povýšeni.

## Obsazení
| Philippe Noiret      | René Boisrond     |
| Thierry Lhermitte    | François Lesbuche |
| Grace de Capitani    | Nataša            |
| Line Renaud          | Simona            |
| Michel Aumont        | komisař Bloret    |
| Guy Marchand         | inspektor Brisson |
| Jean-Pierre Castaldi | inspektor Portal  |
| Jean-Claude Brialy   | bankéř            |
| Jean Benguigui       | Césarini          |
| Roger Jendly         | Albert            |
| René Morard          | Fernand           |
| Jacques Richard      | Laroche           |
| Georges Montillier   | prodavač oděvů    |
| Christian Bouillette | klenotník         |
| Alain Mottet         | policejní prefekt |
| Louba Guertchikoff   | paní Brissonová   |